# Fidei Depositum
Fidei depositum - é a constituição apostólica do Papa João Paulo II, emitida em 11 de outubro de 1992, que publicou o Catecismo da Igreja Católica.
O documento, publicado em várias línguas nas edições nacionais do Catecismo da Igreja Católica, explica os motivos e a história de sua criação. Apresentando o novo catecismo nele, o Papa explicou porque uma estrutura de quatro partes foi adotada, referindo-se ao Catecismo de Pio V: a profissão de fé, liturgia, decálogo e oração. Juntamente com o novo Código de Direito Canônico e o Código dos Cânones das Igrejas Católicas Orientais, o Catecismo da Igreja Católica foi outro documento importante para o funcionamento da Igreja Católica, publicado durante o pontificado do Papa João Paulo II.
A edição polonesa do texto da constituição não inclui capítulos. A versão latina e outras versões de idioma têm a seguinte divisão:
I. Introdução
II. História e motivos da redação do texto
III. Layout temático do texto
IV. O significado doutrinário do documento
V. Conclusão